# A tre passi da te
A tre passi da te è un singolo del gruppo musicale italiano Boomdabash, pubblicato il 28 luglio 2015 come secondo estratto dal quarto album in studio Radio Revolution.

## Descrizione
Il brano presenta sonorità dancehall reggae contaminate dal pop, una ritmica ispirata alla musica salentina giamaicana. Il brano vanta inoltre la partecipazione vocale della cantante italiana Alessandra Amoroso.

## Classifiche
| Classifica (2015) | Posizione massima |
| ----------------- | ----------------- |
| Italia            | 89                |